# Grohs
Grohs ist ein deutscher Familienname.

## Varianten
- Gros
- Grose
- Grosmann
- Groß (Gross)

## Namensträger
- Alfred Grohs (1880–1935), deutscher Presse- und Dokumentarfotograf
- Benno Grohs (* 1957), deutscher Turner und Turntrainer, siehe Benno Groß
- Elma Grohs-Hansen (1892–1981), deutsche Bildhauerin in Textilkünstlerin
- Friedrich Grohs (1917–1989), österreichischer Anwalt und Widerstandskämpfer
- Fritz Grohs (1955–2000), österreichischer Künstler und Autor
- Gerhard Grohs (1929–2015), deutscher Soziologe
- Günter Grohs (* 1958), deutscher Glasgestalter und Glasmaler
- Hans Grohs (1892–1981), deutscher Maler und Grafiker
- Harald Grohs (* 1944), deutscher Rennfahrer
- Henrike Grohs (1964–2016), deutsche Ethnologin
- Herbert Grohs (* 1931), österreichischer Fußballspieler (Vienna FC)
- Maria Luisa Grohs (* 2001), deutsche Fußballtorhüterin
- Silvia Grohs (Silvia Grohs-Martin; 1919–2009), österreichische Schauspielerin und Sängerin
- Stephan Grohs, deutscher Politikwissenschaftler
- Werner Grohs (1926–1972), deutscher Politiker (LDPD)